# 2008年全豪オープン
2008年 全豪オープン（2008ねんぜんごうオープン、Australian Open 2008）は、オーストラリア・メルボルンにある「メルボルン・パーク・ナショナルテニスセンター」にて、2008年1月14日から27日まで開催された。

## シニア

### 男子シングルス
ノバク・ジョコビッチ def.  ジョー＝ウィルフリード・ツォンガ, 4–6, 6–4, 6–3, 7–6(2)
- ジョコビッチは、セルビア出身のテニス選手として史上初の4大大会男子シングルス優勝者になった。

### 女子シングルス
マリア・シャラポワ def.  アナ・イバノビッチ, 7–5, 6–3

### 男子ダブルス
ジョナサン・エルリック /  アンディ・ラム def.  アルノー・クレマン /  ミカエル・ロドラ, 7–5, 7–6(4)

### 女子ダブルス
アリョーナ・ボンダレンコ /  カテリナ・ボンダレンコ def.  ビクトリア・アザレンカ /  シャハー・ピアー, 2–6, 6–1, 6–4

### 混合ダブルス
孫甜甜 /  ネナド・ジモニッチ def.  サニア・ミルザ /  マヘシュ・ブパシ, 7–6(4), 6–4

## ジュニア

### 男子シングルス
バーナード・トミック def.  楊宗樺, 4–6, 7–6(5), 6–0

### 女子シングルス
アランツァ・ルス def.  ジェシカ・ムーア, 6–3, 6–4

### 男子ダブルス
謝政鵬 /  楊宗樺 def.  バセック・ポスピショル /  César Ramírez, 3–6, 7–5, [10–5]

### 女子ダブルス
クセーニャ・リキナ /  アナスタシア・パブリュチェンコワ def.  エレナ・ボグダン /  土居美咲, 6–0, 6–4